# 14. bersaljerski polk (Italija)
14. bersaljerski polk (izvirno italijansko 14º Reggimento di Bersaglieri) je bil bersaljerski polk Kraljeve italijanske kopenske vojske.